# ウラジーミル・プロップ
ウラジーミル・ヤコヴレヴィチ・プロップ（英語: Vladimir IAkovlevich Propp, 1895年4月29日 - 1970年8月22日）とは、ソビエト連邦の昔話研究家である。

## 概要
1895年、ロシア帝国のサンクトペテルブルクに生まれる。1932年からレニングラード大学（現サンクトペテルブルク大学）で教鞭を執った。
後に言うところの構造分析を昔話に適用した。たとえば魔女や王様、動物など昔話に登場する主人公は彼らが誰であるかを問題にするかぎりほぼ無限に存在するが、彼らが何を行い、物語内でどんな機能を果たしているかを分析すると、ごくわずかな項で分類できることなどを発見した。主著である『昔話の形態学』は、1928年に出版された当時は全く反響を呼ばなかったが、1958年に英訳が出版されるや数多くの言語に翻訳されるようになり、現在では構造主義の先駆的仕事として評価されている。

## 昔話の形態学 (Morphology of the Folktale)
昔話の構造31の機能分類
　  0．導入（α）
1. 家族の一人が家を留守にする（不在、β）
2. 主人公にあることを禁じる（禁止、γ）
3. 禁が破られる（侵犯、δ）
4. 敵が探りをいれる（探りだし、ε）
5. 敵が犠牲者について知る（漏洩、ζ）
6. 敵は犠牲者またはその持ち物を入手するために、相手をだまそうとする（謀略計、η）
7. 犠牲者はだまされて、相手に力を貸してしまう（幇助、θ）
8. 敵が家族のひとりに、害や損失をもたらす（加害、A）、家族の成員の一人に何かが欠けている。そのものが何かを手に入れたいと思う。（欠如、a）
9. 不幸または不足が知られ、主人公は頼まれるか、命じられて、派遣される（仲介・連結の契機、B）
10. 探索者が反作用に合意もしくはこれに踏み切る（対抗開始まった反作用、C）
11. 主人公は家を後にする（出発、↑）
12. 主人公は試練をうけ、魔法の手段または助手を授けられる（寄与者の第一の機能、D）
13. 主人公は将来の寄与者の行為に反応（主人公の反応、E）
14. 魔法の手段を主人公は手に入れる（呪具の贈与達獲得、F）
15. 主人公が探しているもののある場所に、運ばれ、つれて行かれる。（二つの国の間の空間移動、G）
16. 主人公とその敵が直接に戦いに入る（闘い、H）
17. 主人公に標がつけられる、傷を負う。（標づけ、J）
18. 敵対者が敗北する（勝利、I）
19. 初めの不幸または欠落がとりのぞかれる（不幸または欠落の解消、K）
20. 主人公は帰還する（帰還、↓）
21. 主人公は迫害や追跡をうける（迫害、追跡、Pr）
22. 主人公は追跡者から救われる（救助、Rs）
23. 主人公は、気付かれずに家または他国に到着する（気付かれない到着、O）
24. 偽の主人公が、不当な要求をする。（不当な要求、L）
25. 主人公に難題を課す（難題、M）
26. 難題が解かれる（解決、N）
27. 主人公が気付かれる（発見・認知、Q）
28. 偽の主人公や敵、加害者が暴露される（正体露見、Ex）
29. 主人公に新たな姿が与えられる（変身、T）
30. 敵が罰される（処罰、U）
31. 主人公は結婚し、即位する（結婚、W）

七つの行動領域
1. 敵対者（加害者）
2. 贈与者（提供者）
3. 助力者
4. 王女（探求される者）とその父親
5. 派遣者（送り出す者）
6. 主人公（探求者もしくは犠牲者）
7. 偽主人公

プロップによる研究成果は収集した昔話の構造を分解し共通点を抽出して得られたものだが、逆にこの構造をテンプレートにして具体的な出来事や登場人物を埋めていくことで、誰でも比較的簡単にファンタジーのプロットを作れることが知られており、映画やライトノベルやゲームシナリオといった娯楽作品の創作にまつわるハウツー本の中で紹介されることがある。

## 著書邦訳
- 『ロシアの祭り』大木伸一訳 岩崎美術社 民俗民芸双書 1966
- 『民話の形態学』大木伸一訳 白馬書房 1972
- 『口承文芸と現実』斎藤君子訳 三弥井書店 1978
- 『魔法昔話の起源』斎藤君子訳 せりか書房 1983　『魔法昔話の研究 口承文芸学とは何か』講談社学術文庫
- 『ロシア昔話』斎藤君子訳 せりか書房 1986
- 『昔話の形態学』北岡誠司,福田美智代訳 白馬書房 叢書記号学的実践 1987

## 関連書籍
- Dmitry Olshansky The Birth of Structuralism from the Analysis of Fairy-Tales / Toronto Slavic Quarterly, No. 25
- Vladimir Propp (1985-1970) / The Literary Encyclopedia (2008)
- Biography of Vladimir Propp at the Gallery of Russian Thinkers (International Society for Philosophers, 2007)